# Сульфат ртути(II)
Сульфат ртути(II) — неорганическое соединение, соль металла ртути и серной кислоты с формулой HgSO4, бесцветные кристаллы, гидролизуется в воде.
Образует кристаллогидраты {\displaystyle {\ce {HgSO4.H2O}}} и {\displaystyle {\ce {HgSO4.2H2O}}}.
Применяется в органическом синтезе в качестве катализатора.

## Получение
Растворением оксида ртути(II) в подогретой концентрированной серной кислоте:
{\textstyle {\ce {HgO\ +\ H2SO4->[80~^{\circ }{\text{C}}]HgSO4\ +\ H2O}}}.
Также растворением металлической ртути в горячей серной кислоте:
{\displaystyle {\ce {Hg + 2H2SO4 -> HgSO4 + SO2 + 2H2O}}}.

## Физические свойства
Сульфат ртути(II) при нормальных условиях представляет собой бесцветные кристаллы или белый порошок. Постепенно чернеет на свету из-за разложения с образованием элементарной ртути.
Взаимодействует с водой, не растворяется в этаноле и ацетоне.
Кристаллизуется в ромбической сингонии, кристаллографическая группа {\displaystyle Pn2_{1}m}, параметры элементарной ячейки a = 0,4778 нм, b = 0,4812 нм и с = 0,6572 нм.

## Химические свойства
Разлагается при температуре свыше 450 °C на элементарную ртуть и диоксид серы с примесью триоксида серы.
С сульфатами щелочных металлов образует двойные соли, например: {\displaystyle {\ce {K2SO4.3HgSO4.2H2O}}}.
Взаимодействует с водой с выпадением в осадок плохо растворимого сульфата - оксида ртути:
{\displaystyle {\ce {3HgSO4 + 2 H2O -> HgSO4.2HgO v + 2H2SO4}}}.
Из разбавленных растворов серной кислоты выпадает в осадок в виде моногидрата {\displaystyle {\ce {HgSO4.H2O}}}.

## Применение
Катализатор в органическом синтезе при производстве ацетальдегида из ацетилена и воды.
Один из компонентов катода в ртутном гальваническом элементе.

## Токсичность
Вдыхание пыли сульфата ртути может вызвать острое отравление при котором ощущается стеснение в груди, затрудненное дыхание, кашель и болезненные ощущения.
Попадание вещества в глаза может привести к изъязвлению конъюнктивы и роговицы глаза. Попадание сульфата ртути на кожу может вызвать сенсибилизирующий дерматит. При приёме внутрь в достаточном количестве вызывает некроз, боль, рвоту и сильный понос, при этом возможен летальный исход в течение нескольких часов из-за спазма периферических сосудов.
Известно массовое отравление в префектуре Кумамото в городе Минамата в 1956 году. Отравление было вызвано сбросом отходов производства содержащих сульфат ртути в залив Минамата при производстве ацетальдегида из ацетилена на химическом заводе компании «Chisso». Отравление было вызвано очень ядовитой метилртутью, образующейся в качестве побочного продукта при производстве и которую образуют донные микроорганизмы в своём метаболизме. Симптомы болезни Минаматы — нарушение моторики, парестезию в конечностях, ухудшение внятности речи, ослабление зрения и слуха, а в тяжёлых случаях — паралич и нарушение сознания, завершающиеся летальным исходом.
В конце 19-го века сульфат ртути использовался в качестве рвотного медицинского препарата.